# Torneo Nacional de Clubes 2011 (Chile)
El Torneo Nacional de Clubes de 2011 fue la segunda edición del torneo de rugby que agrupó a los equipos de diferentes regiones de Chile.

## Formato
El torneo de desarrollo en formato de eliminación directa enfrentando a los clubes de la Liga de Rugby de Chile y del Campeonato Central.

## Desarrollo

### Primera fase
| 29 de octubre de 2011 | Old Boys | 59 - 12 | Seminario La Serena |  |  |

| 29 de octubre de 2011 | Viña RC | 26 - 25 | COBS |  |  |

### Semifinales
| 5 de noviembre de 2011 | Viña RC | 24 - 21 | Old Johns |  |  |

| 5 de noviembre de 2011 | Stade Français | 10 - 37 | Old Boys |  |  |

#### Final
| 12 de noviembre de 2011 | Old Boys | 27 - 18 | Viña RC |  |  |

| Bandera de Chile |
| Campeón Old Boys |
| Primer título    |